# Società Sportiva Manfredonia Calcio 2004-2005
Questa pagina raccoglie le informazioni riguardanti la Società Sportiva Manfredonia Calcio nelle competizioni ufficiali della stagione 2004-2005.

## Rosa
| N. |                   | Ruolo | Calciatore                   |
| -- | ----------------- | ----- | ---------------------------- |
|    | Italia (bandiera) | P     | Matteo Apuzzo                |
|    | Italia (bandiera) | P     | Luigi Sassanelli             |
|    | Italia (bandiera) | P     | Pasquale Visconti            |
|    | Ghana (bandiera)  | D     | Ahmed Barusso                |
|    | Italia (bandiera) | D     | Antonio Calabro              |
|    | Italia (bandiera) | D     | Domenico Commisso            |
|    | Italia (bandiera) | D     | Roberto De Giosa             |
|    | Italia (bandiera) | D     | Pasquale Martinelli          |
|    | Italia (bandiera) | D     | Mario Terraciano             |
|    | Italia (bandiera) | D     | Stefano Trinchera (capitano) |
|    | Italia (bandiera) | D     | Alessandro Turone            |
|    | Italia (bandiera) | C     | Umberto Brutto               |

| N. |                    | Ruolo | Calciatore              |
| -- | ------------------ | ----- | ----------------------- |
|    | Italia (bandiera)  | C     | Vittorio Costa          |
|    | Italia (bandiera)  | C     | Stefano De Angelis      |
|    | Italia (bandiera)  | C     | Nicola De Santis        |
|    | Italia (bandiera)  | C     | Ulisse Di Pietro        |
|    | Brasile (bandiera) | C     | Rodrigo Batista Machado |
|    | Italia (bandiera)  | C     | Walter Piccioni         |
|    | Italia (bandiera)  | C     | Ivan Romito             |
|    | Brasile (bandiera) | C     | Rômulo Eugênio Togni    |
|    | Italia (bandiera)  | A     | Diego Albano            |
|    | Italia (bandiera)  | A     | Emanuele Cancellato     |
|    | Italia (bandiera)  | A     | Roberto Manca           |
|    | Italia (bandiera)  | A     | Massimiliano Vadacca    |

## Risultati

### Serie C2

#### Girone di andata
| 12 settembre 2004 1ª giornata | Manfredonia | 5 – 1 | Nocerina |  |

| 19 settembre 2004 2ª giornata | Ragusa | 0 – 3 | Manfredonia |  |

| 26 settembre 2004 3ª giornata | Manfredonia | 1 – 1 | Gela J.T. |  |

| 3 ottobre 2004 4ª giornata | Castel di Sangro | 0 – 3 | Manfredonia |  |

| 10 ottobre 2004 5ª giornata | Manfredonia | 4 – 0 | Giugliano |  |

| 17 ottobre 2004 6ª giornata | Morro d'Oro | 1 – 1 | Manfredonia |  |

| 24 ottobre 2004 7ª giornata | Rende | 0 – 0 | Manfredonia |  |

| 31 ottobre 2004 8ª giornata | Manfredonia | 0 – 1 | Melfi |  |

| 7 novembre 2004 9ª giornata | Latina | 0 – 0 | Manfredonia |  |

| 14 novembre 2004 10ª giornata | Manfredonia | 3 – 0 | Vigor Lamezia |  |

| 21 novembre 2004 11ª giornata | Potenza | 3 – 2 | Manfredonia |  |

| 28 novembre 2004 12ª giornata | Manfredonia | 2 – 1 | Igea Virtus |  |

| 5 dicembre 2004 13ª giornata | Manfredonia | 2 – 0 | Pro Vasto |  |

| 8 dicembre 2004 14ª giornata | Cavese | 2 – 0 | Manfredonia |  |

| 12 dicembre 2004 15ª giornata | Manfredonia | 2 – 0 | Juve Stabia |  |

| 19 dicembre 2004 16ª giornata | Taranto | 1 – 3 | Manfredonia |  |

| 6 gennaio 2005 17ª giornata | Manfredonia | 3 – 1 | Rosetana |  |

#### Girone di ritorno
| 9 gennaio 2005 18ª giornata | Nocerina | 2 – 2 | Manfredonia |  |

| 16 gennaio 2005 19ª giornata | Manfredonia | 2 – 0 | Ragusa |  |

| 23 gennaio 2005 20ª giornata | Gela J.T. | 1 – 2 | Manfredonia |  |

| 30 gennaio 2005 21ª giornata | Manfredonia | 3 – 0 | Castel di Sangro |  |

| 13 febbraio 2005 22ª giornata | Giugliano | 1 – 1 | Manfredonia |  |

| 20 febbraio 2005 23ª giornata | Manfredonia | 3 – 0 | Morro d'Oro |  |

| 27 febbraio 2005 24ª giornata | Manfredonia | 2 – 2 | Rende |  |

| 6 marzo 2005 25ª giornata | Melfi | 0 – 1 | Manfredonia |  |

| 13 marzo 2005 26ª giornata | Manfredonia | 0 – 0 | Latina |  |

| 20 marzo 2005 27ª giornata | Vigor Lamezia | 0 – 0 | Manfredonia |  |

| 26 marzo 2005 28ª giornata | Manfredonia | 1 – 0 | Potenza |  |

| 3 aprile 2005 29ª giornata | Igea Virtus | 0 – 1 | Manfredonia |  |

| 17 aprile 2005 30ª giornata | Pro Vasto | 0 – 1 | Manfredonia |  |

| 24 aprile 2005 31ª giornata | Manfredonia | 2 – 1 | Cavese |  |

| 1º maggio 2005 32ª giornata | Juve Stabia | 2 – 1 | Manfredonia |  |

| 8 maggio 2005 33ª giornata | Manfredonia | 3 – 1 | Taranto |  |

| 15 maggio 2005 34ª giornata | Rosetana | 1 – 3 | Manfredonia |  |

### Coppa Italia Serie C

#### Fase a gironi
| 14 agosto 2004 | Manfredonia | 2 – 0 | Foggia |  |

| 29 agosto 2004 | Sporting Benevento | 1 – 0 | Manfredonia |  |

| 25 agosto 2004 | Manfredonia | 2 – 1 | Fidelis Andria |  |

| 1º settembre 2004 | Nocerina | 0 – 2 | Manfredonia |  |

#### Fase ad eliminazione diretta
| 3 novembre 2004 | Manfredonia | 2 – 2 | Lanciano |  |

| 25 novembre 2004 | Lanciano | 0 – 1 | Manfredonia |  |

| 19 gennaio 2005 | Manfredonia | 2 – 2 | Avellino |  |

| 2 febbraio 2005                              | Avellino             | 2 – 2 (d.c.r.) | Manfredonia |  |
| \| \| \| \| \| \| Tiri di rigore 4 – 6 \| \| |                      |                |             |  |
|                                              |                      |                |             |  |
|                                              | Tiri di rigore 4 – 6 |                |             |  |